# Église Notre-Dame-de-l'Assomption d'Ainhoa
L'église Notre-Dame-de-l'Assomption est l'église du village d'Ainhoa dans le Pays basque français (Pyrénées-Atlantiques). Dédiée à l'Assomption de la Bienheureuse Vierge Marie, elle dépend de la paroisse Saint-Michel-Garicoïts du Labourd du diocèse de Bayonne qui comprend les villages d'Ainhoa, Souraide, Espelette, Itxassou, Louhossoa et le bourg de Cambo-les-Bains. L'édifice a été classé au titre des monuments historiques par arrêté du 27 décembre 1996,.

## Histoire et description

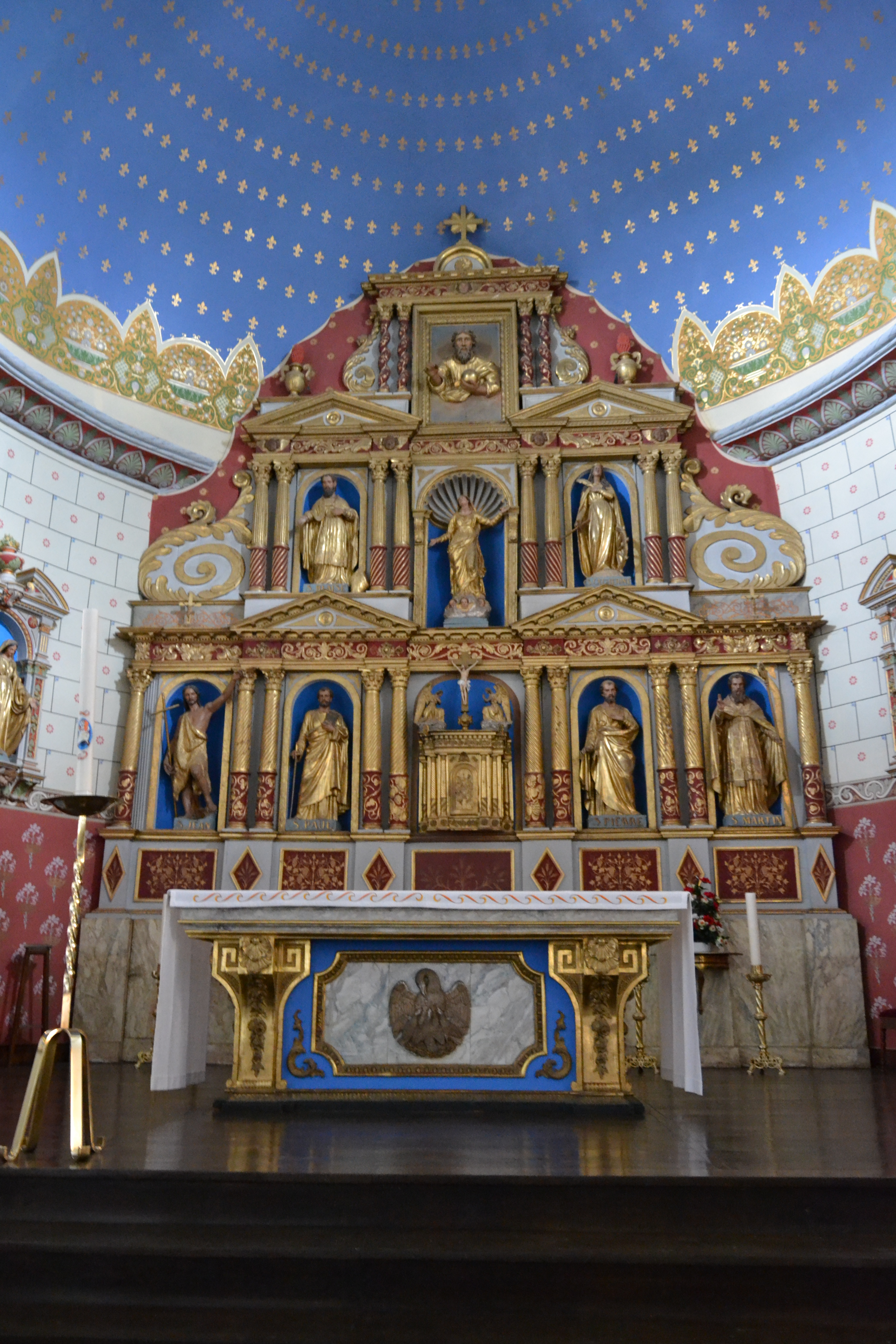
Retable de l'église.

L'église d'Ainhoa a été bâtie au XIIIe siècle par les prémontrés qui fixent le peuplement de la région et le structurent en différentes paroisses depuis la fin du XIIe siècle, profitant du chemin de Compostelle, axe stratégique et commercial, tout autant que vecteur d'identité. Ainhoa est à cette époque un lieu de peuplement fameux pour sa production d'armes et ses mines. L'église a été réaménagée au XVIe siècle et au début du XVIIe siècle (1611-1636), lorsque les prémontrés reconstruisent leur abbaye. Elle est typique des églises labourdines, ne comportant qu'une nef, sans bas-côtés, se terminant par un chevet roman en cul-de-four. Elle mesure 36 mètres de longueur pour 13 mètres de largeur. D'aspect massif avec des meurtrières, elle servait de refuge en cas de guerre. Sa tour-porche à base carrée du XVIIe siècle comprend quatre étages ; elle est surmontée d'un clocher octogonal datant de 1823, avec une flèche en ardoises. Elle est transformée à la Révolution en magasin à fourrages, tandis que la population d'Ainhoa est raflée le 3 mars 1794. L'intérieur de l'église est saccagé, jusqu'à ce qu'elle soit rendue au culte après la signature du concordat de 1801.
L'intérieur est caractérisé par ses deux étages de galeries (datées de 1649 et réservées aux hommes avant les années 1970) et son remarquable retable de bois doré avec des statues sous des frontons appuyés sur des colonnes et son décor peint en rouge, les niches étant peintes en bleu. Notre-Dame de l'Assomption est au centre au-dessus du tabernacle. Le plafond est recouvert de caissons de bois. Le chemin de croix en faïence est moderne. les vitraux datent de la fin du XIXe siècle.

## Illustrations

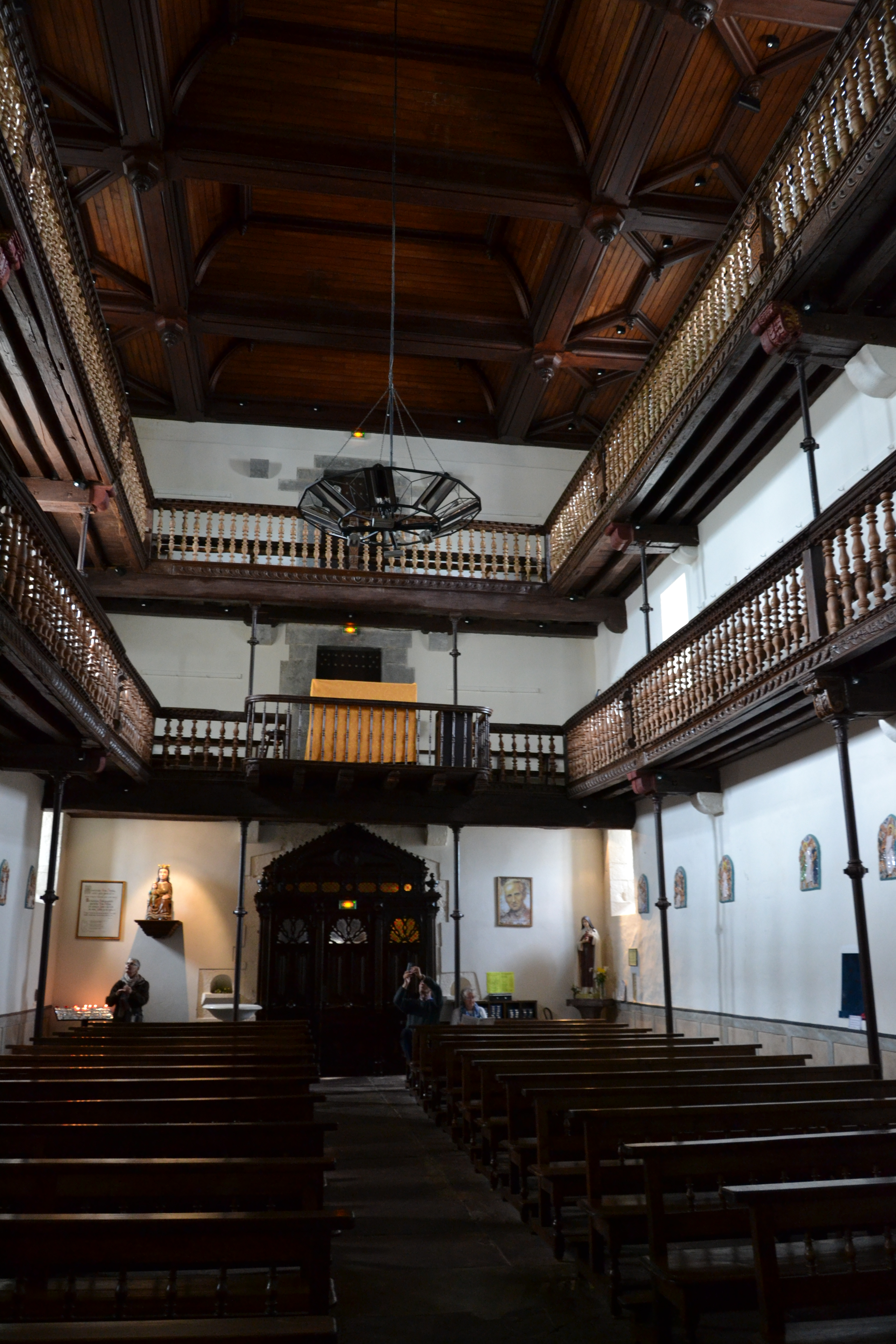
Galeries de l'église
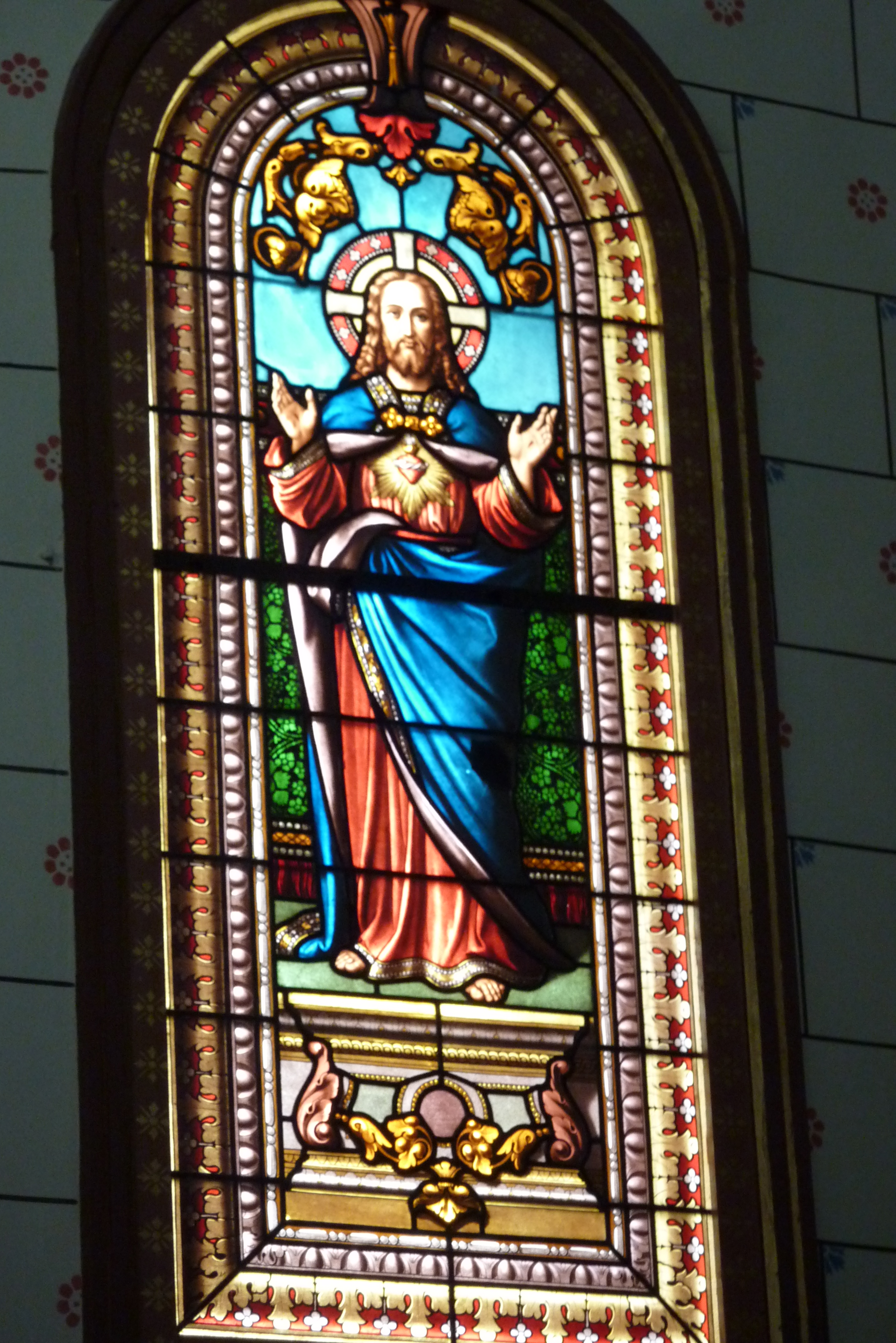
Vitrail du Sacré-Cœur
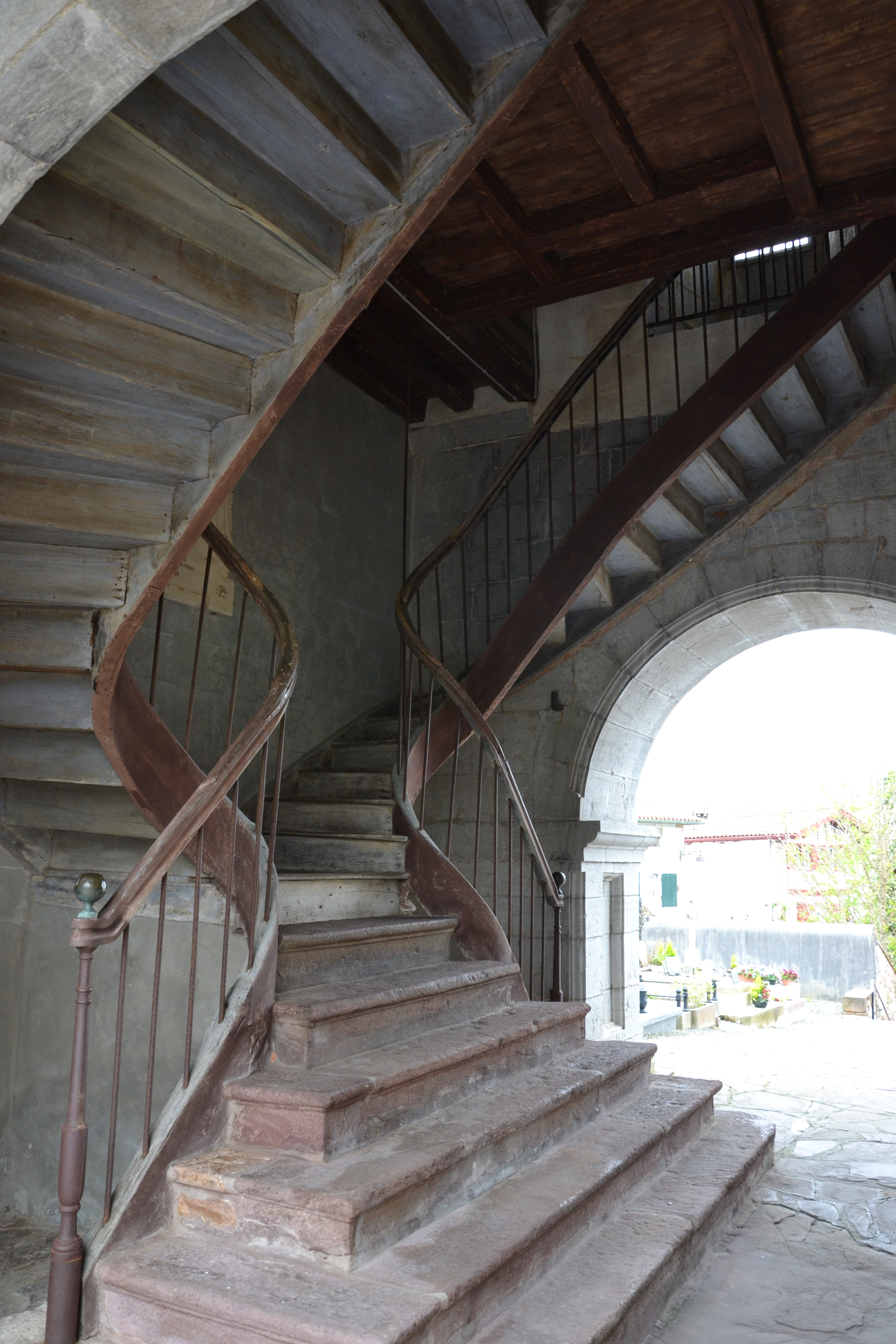
Escalier accédant aux tribunes
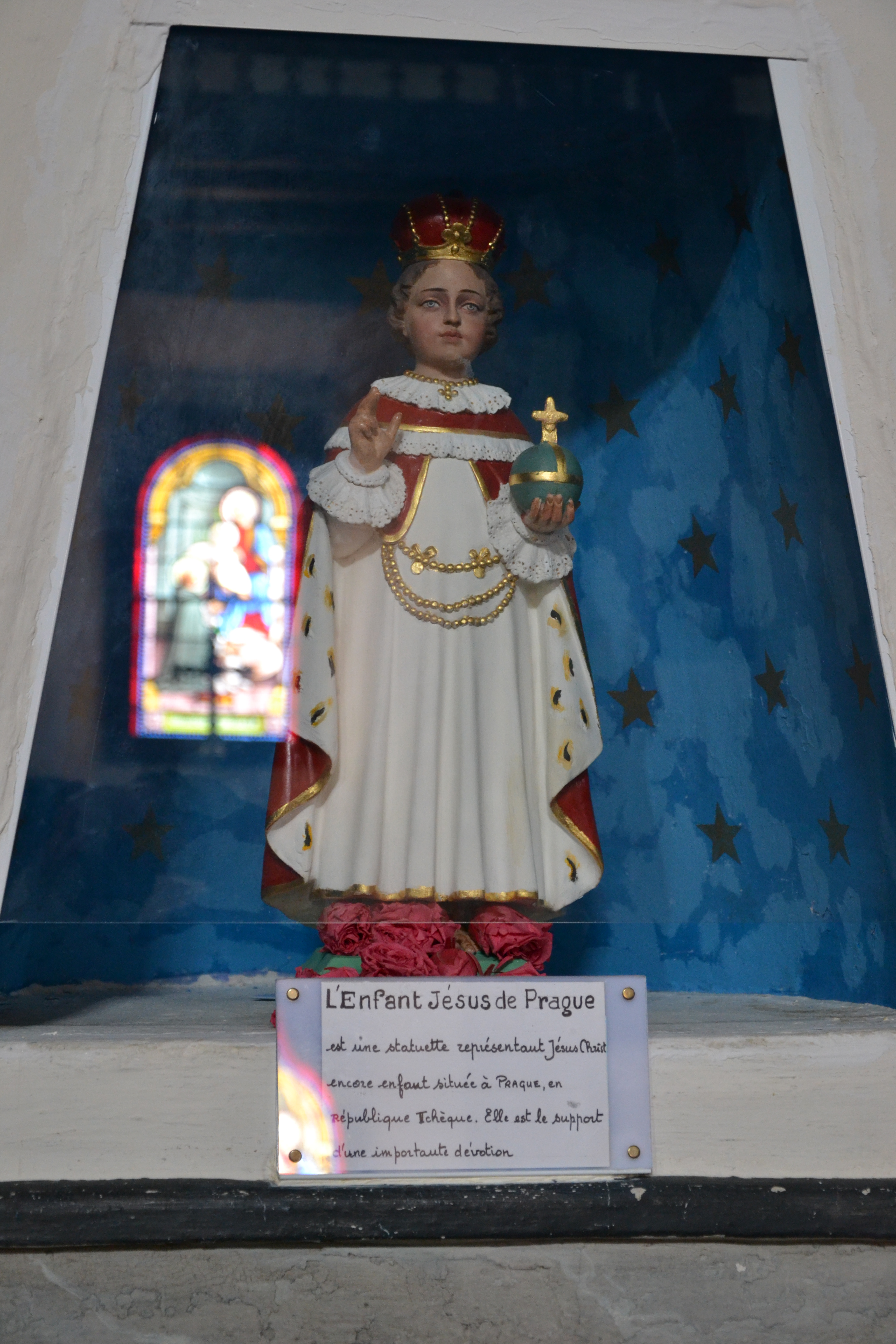
Enfant Jésus de Prague